# Péter Eckstein-Kovács
Péter Eckstein-Kovács (n. 5 iulie 1956, Cluj, România) este un om politic de etnie maghiară din România, de profesie avocat, fost membru al Uniunii Democrate Maghiare din România și vicepreședintele platformei liberale din această formațiune. Între 2004-2008 a fost președintele Comisiei Juridice a Senatului României, funcție din care a demisionat pe 4 martie 2008 în semn de protest față de respingerea ordonanței privind funcționarea Agenției Naționale de Integritate în forma inițială. În data de 23 iunie 2018 a demisionat din UDMR, în semn de protest față de ajutorul pe care UDMR l-a dat PSD la modificarea codului de procedură penală.

## Cariera politică
Între 1990-1992 a fost deputat UDMR de Cluj. În perioada 1992-1996 a fost consilier local în municipiul Cluj, în timpul primului mandat de primar al lui Gheorghe Funar.
În perioada 1996-2008 Péter Eckstein-Kovács a fost senator de Cluj din partea UDMR. În legislatura 2004-2008 Péter Eckstein-Kovács a înregistrat 599 de luări de cuvânt în 207 de ședințe parlamentare. În legislatura 2004-2008 Péter Eckstein-Kovács a inițiat 12 propuneri legislative din care 4 au fost promulgate legi. 
În perioada 1 februarie 1999 - noiembrie 2000 Péter Eckstein-Kovács a fost de asemenea membru al Guvernului României, cu portofoliul de ministru delegat pentru minorități naționale în Guvernul Radu Vasile și în Guvernul Mugur Isărescu.
La alegerile din 2008 Péter Eckstein-Kovács a candidat pentru un nou mandat de senator. În pofida sprijinului pe care l-a primit dincolo de apartenența etnică a alegătorilor (între susținătorii săi s-au numărat istoricul Marius Oprea și scriitorul Radu Filipescu), Péter Eckstein-Kovács nu a obținut un nou mandat de senator. Alegerile din 2008 au fost astfel primele de după 1989 la care comunitatea maghiară nu a obținut nici un mandat de senator de Cluj.
A susținut acordarea unor drepturi civile cuplurilor formate din persoane de același sex, care să permită acestora moștenirea bunurilor comune și obținerea de credite bancare.
În 6 ianuarie 2009 Traian Băsescu, președintele României, a creat postul de consilier prezidențial pe tema minorităților naționale și l-a numit pe Péter Eckstein-Kovács în această funcție. În data de 1 septembrie 2011 Eckstein-Kovács și-a dat demisia din funcția de consilier prezidențial ca urmare a unui diferend de opinie ivit între el și președintele Băsescu pe tema proiectului minier de la Roșia Montană.
La congresul UDMR din 26-27 februarie 2011 de la Oradea a candidat pentru funcția de președinte al acestei formațiuni. A obținut 118 voturi reprezentând 21% din opțiuni, față de Hunor Kelemen, pe atunci ministru al culturii, care a obținut 371 de voturi, fiind ales astfel din primul tur de scrutin.
În 23 iunie 2018 la Cluj-Napoca în cadrul protestelor din Piața Unirii, a anunțat că pleacă din UDMR, reclamând ”cârdășia” cu PSD în modificările codurilor penale.